# Tonalli
Le tonalli, dans la mythologie aztèque et plus généralement chez les Nahuas, est une des trois composantes animiques de l'être humain, avec le teyolia et l'ihíyotl. C'est un concept désignant l'énergie vitale d'un être vivant, qui est localisée dans la tête selon la médecine traditionnelle nahua. Il a souvent été comparé au concept polynésien de mana. Les Nahuas considèrent que le tonalli d'un être détermine son destin et s'exprime à travers son intelligence et sa volonté.